# Kněžičky (Český Dub)
Kněžičky jsou vesnice, část města Český Dub v okrese Liberec. Nachází se asi 1,5 kilometru západně od Českého Dubu. Kněžičky leží v katastrálním území Český Dub o výměře 9,04 km².

## Historie
První písemná zmínka o vesnici pochází z roku 1556.